# Aavo Pikkuus

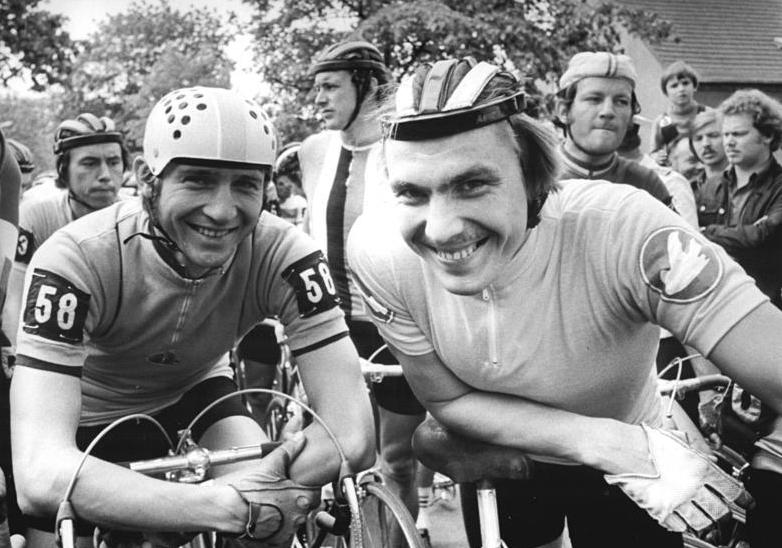
Aavo Pikkuus (rechts) mit Hans-Joachim Hartnick bei der Friedensfahrt 1977

Aavo Pikkuus (* 23. November 1954 in Karepa, Vihula) ist ein ehemaliger sowjetischer Radrennfahrer, Rallyefahrer und Unternehmer estnischer Herkunft.

## Leben und Erfolge
Pikkuus trainierte ab 1968 auf dem Rennrad. Von 1972 bis 1981 gehörte Pikkuus der sowjetischen Radsport-Nationalmannschaft an. Bei den Olympischen Sommerspielen 1976 in Montreal gewann er für die Sowjetunion im Mannschaftszeitfahren über 100 km die Goldmedaille. Im olympischen Straßenrennen wurde er 44.
1977 gewann er in der Einzelwertung die 1.648 km lange Internationale Friedensfahrt von Warschau über Berlin nach Prag. Im selben Jahr errang er bei den Weltmeisterschaften die Goldmedaille im 100 km Mannschaftsfahren. Bei den Weltmeisterschaften 1975 und 1978 holte er jeweils Silber. Bei der Internationalen Friedensfahrt war er fünfmal am Start, wobei er immer unter die besten sechs Fahrer der Gesamteinzelwertung kam. Er gewann insgesamt drei Etappen. 
Bei den sowjetischen Meisterschaften feierte Pikkuus zwischen 1974 und 1981 große Erfolge: in verschiedenen Disziplinen gewann er insgesamt 19 Medaillen (12 goldene, 4 silberne und 3 bronzene). Neun Mal wurde er estnischer Meister. 1974 gewann er eine Etappe im Grand Prix Guillaume Tell und wurde beim Sieg von Werner Fretz Neunter der Gesamtwertung. 1975 war er im Großen Preis der Unabhängigkeit in Algerien erfolgreich. 1979 siegte er im Etappenrennen Saaremaa Velotuur.
Nach seiner aktiven Zeit als Radsportler war Aavo Pikkuus von 1981 bis 1995 als Rallyefahrer tätig. Mit seinem Partner Lehar Linno gewann er 1983 die estnische Saaremaa Ralli.
Mit Wiedererlangung der estnischen Unabhängigkeit gründete Pikkuus 1991 die Firma Pikkuus Sport und ist heute als Unternehmer tätig.